# Francisco Silvela y de Le Vielleuze
Francisco Silvela y de Le Vielleuze   (Madrid, 15 de desembre de 1843 - Madrid, 29 de maig de 1905) fou un historiador, advocat i polític espanyol, president del govern el 1899 i el 1902.

## Orígens
Era fill de l'advocat Francisco Agustín Silvela, ministre de Governació i de Gràcia i Justícia, vicepresident del Congrés i Magistrat del Tribunal Suprem, i de María Antonieta Luisa de Le Vielleuze y Sotés. Va estudiar Dret a la Universitat Central de Madrid i va ingressar a l'Acadèmia de Jurisprudència i Legislació en 1862. Va iniciar la seva activitat política com a diputat en les Corts Constituents de 1870 en representació d'Àvila, adscrivint-se al grup conservador d'Antonio Cánovas del Castillo. No va participar en activitats polítiques durant tot el Sexenni Revolucionari rebutjant qualsevol càrrec polític durant el regnat d'Amadeu I i la Primera República Espanyola.

## Activitat de govern

Gravat de Silvela

Amb l'arribada de la Restauració borbònica a Espanya va ser nomenat Ministre de Governació en el gabinet d'Arsenio Martínez-Campos Antón l'any 1879, després d'haver-se ocupat de la Sotssecretaria d'aquest Ministeri des de 1875. Va introduir reformes en el sistema de beneficència que van provocar l'oposició de Francisco Romero Robledo. Va destacar per la seva dissidència en el si del conservadorisme de la Restauració, moviment en el que defensava un règim polític parlamentari constitucional. Va discrepar amb Antonio Cánovas del Castillo en rebutjar el sistema de torn polític basat en el caciquisme i el frau electoral, i va rebutjar el sistema polític canovista com a decadent i sense moralitat. Quan es va produir la ruptura entre Robledo i Cánovas arran de la signatura del Pacte del Pardo amb l'establiment del torn polític amb el líder liberal Sagasta en 1881, Silvela es va convertir en el lloctinent del líder conservador. En 1885 va ser nomenat Ministre de Gracia i Justícia. En el govern de Cánovas de 1890, fou Ministre de Governació, però davant la reconciliació entre Robledo i el líder conservador va preferir dimitir, i formar un nou grup dissident: els silvelistes, amb un programa on una part important era una reforma total del govern municipal com a base per a la creació d'una moralitat política que impedís el funcionament del caciquisme i la utilització de la política local per a fins electoralistes. Va pretendre realitzar un projecte regeneracionista des de dalt, que després seria continuat per Antoni Maura.

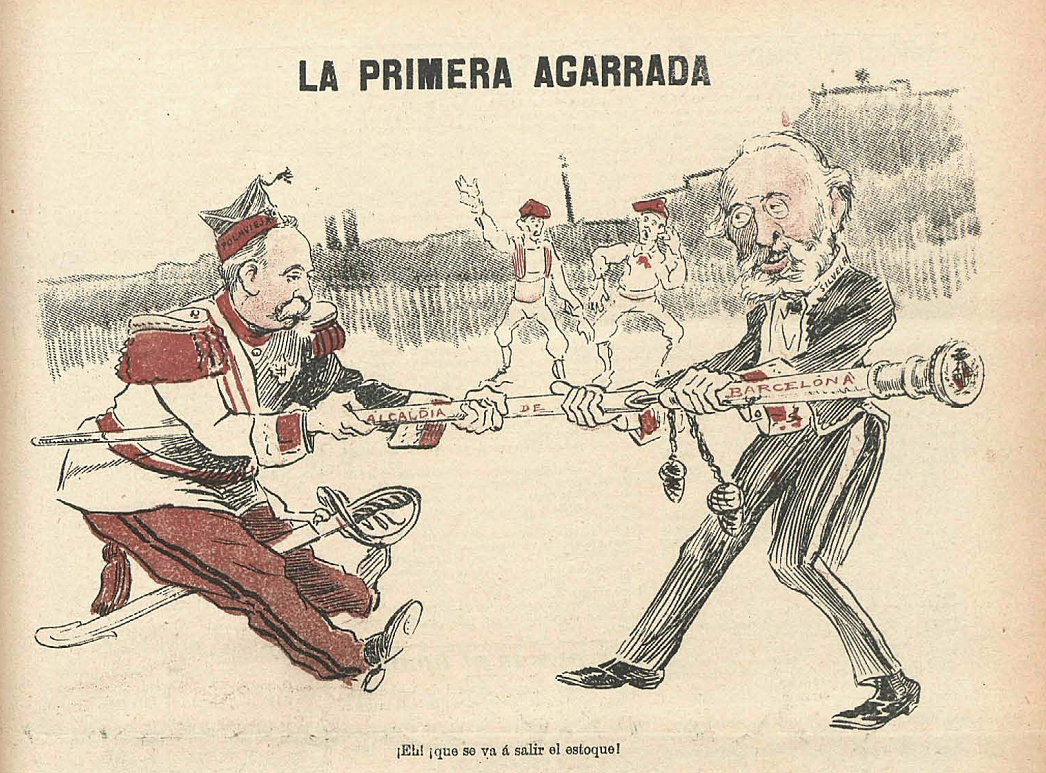
Silvela i el general Polavieja, en una caricatura de Gedeón de 1899.

Després de la mort de Cánovas en 1897, Silvela va ser nomenat cap indiscutible del Partit Conservador. Entre 1899 i 1903 va ocupar dues vegades la presidència del Consell de Ministres incorporant al seu gabinet figures de la talla de Raimundo Fernández Villaverde, Polavieja, Maura o Eduardo Dato. Silvela, en el seu primer govern va acumular també la Cartera d'Estat.
Aquest primer govern va caure el 22 d'octubre de 1900 desprestigiat, entre altres coses, per haver dut Espanya al greu desastre de 1898 i el Tancament de Caixes. El 5 de març de 1901 es va formar un nou govern, presidit per Sagasta, que va fer que els liberals tornessin al poder. El nou govern va decidir convocar les eleccions legislatives el 19 de maig per a poder formar la cambra de diputats. La convocatòria d'aquestes eleccions va significar per als possibilistes del catalanisme l'ocasió idònia per a enfrontar-se al nou govern, contrari a concedir qualsevol tipus d'autonomia política i administrativa a Catalunya. Fruit de la fusió de la Unió Regionalista amb el CNC, es funda la Lliga Regionalista, presidida pel Dr. Robert, la qual es va presentar a les eleccions legislatives de Barcelona sota la candidatura dels "quatre presidents".
En el segon govern, el 1902, també ocupava la cartera de Marina. El 1903 es va retirar definitivament de la vida política no sense abans designar Antoni Maura com a successor seu.

## Vida intel·lectual i personal
Silvela també va ser un destacat assagista i escriptor que va editar obres històriques, jurídiques, assajos i va col·laborar en publicacions com La Época, La Revista de España, El Imparcial i El Tiempo. Va pertànyer a les Reials Acadèmies Espanyola, de Ciències Morals i Polítiques i de Jurisprudència i Legislació.
Es va casar amb la malaguenya Amalia Loring y Heredia (filla del primer marquès de Casa Loring i d'Amalia Heredia Livermore), van tenir alguns fills. El 1915 li concediren el títol nobiliari de marquesa de Silvela, amb Grandesa d'Espanya, en honor dels mèrits del seu marit difunt.

## Obres
- Cartas de la Venerable Sor María de Agreda y El Señor Rey Don Felipe IV. (1885)
- Sin Pulso. Periódico El Tiempo (1898)
- La Filocalia, o arte de distinguir a los cursis de los que no lo son - en colaboración con Santiago Liniers - (1868)